# Progreso
El progreso es un concepto que indica la existencia de un sentido de mejora en la condición humana.
La consideración de tal posibilidad fue fundamental para la superación de la ideología feudal medieval, basada en el teocentrismo cristiano (o musulmán) y expresada en la escolástica. Desde ese punto de vista (que no es el único posible en teología) el progreso no tiene sentido cuando la historia humana proviene de la caída del hombre (el pecado original) y el futuro tiende a Cristo. La historia misma, interpretada de forma providencialista, es un paréntesis en la eternidad, y el hombre no puede aspirar más que a participar de lo que la divinidad le concede mediante la Revelación. La crisis bajomedieval y el Renacimiento, con el antropocentrismo, resuelven el debate de los antiguos y los modernos, superando el argumento de autoridad y Revelación como fuente principal de conocimiento. Desde la crisis de la conciencia europea de finales del siglo XVII y la Ilustración del XVIII pasa a ser un lugar común que expresa la ideología dominante del capitalismo y la ciencia moderna. La segunda mitad del siglo XIX es el momento optimista de su triunfo, con los avances técnicos de la Revolución industrial, el imperialismo europeo extendiendo su idea de civilización a todos los rincones del mundo. Su expresión más clara es el positivismo de Auguste Comte. Aunque pueden hallarse precursores, hasta después de la Primera Guerra Mundial no empezará el verdadero cuestionamiento de la idea de progreso, incluyendo el cambio de paradigma científico, las vanguardias en el arte, y el replanteamiento total del orden económico social y político que suponen la Revolución Soviética, la Crisis de 1929 y el Fascismo. 

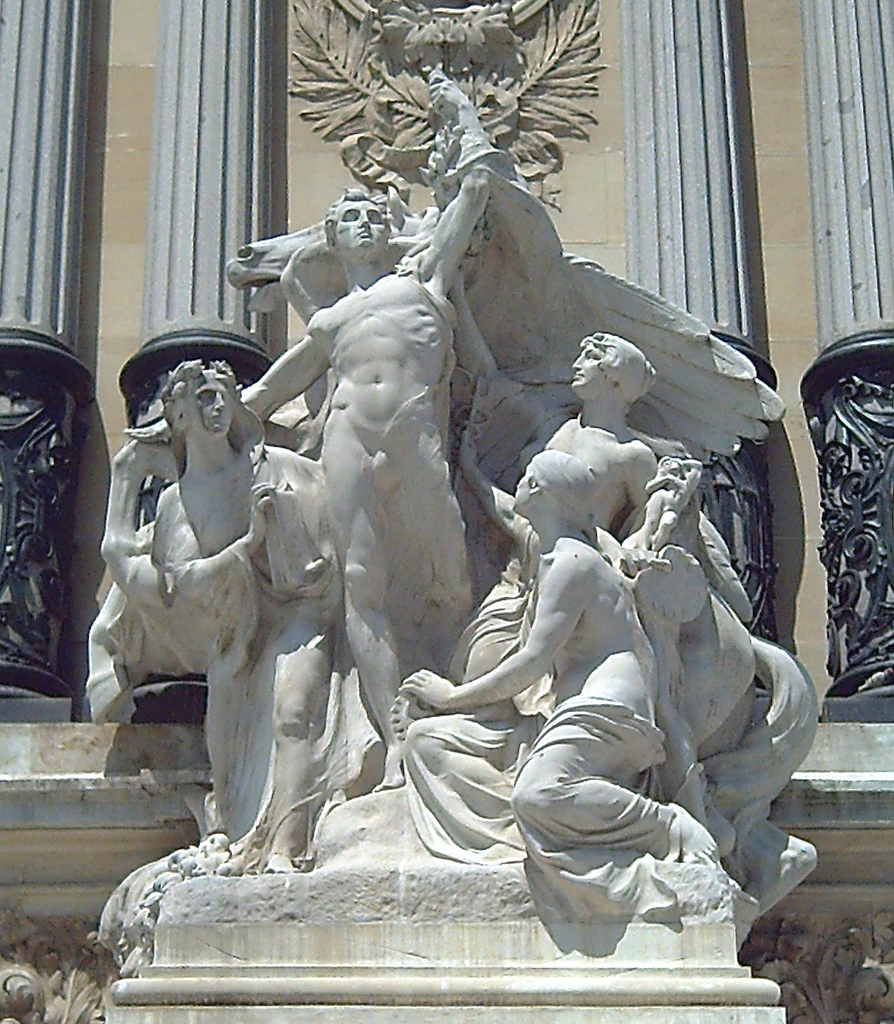
Alegoría del progreso, por Miguel Ángel Trilles, en Madrid (1922).

## Progreso desde el aspecto filosófico y sociológico
En filosofía y sociología, los conceptos de progreso y su contrario, regresión, están sujetos a diferentes interpretaciones. Los científicos del período en que el capitalismo se desarrollaba progresivamente  (Vico, Turgot, D'Alembert, Herder, Hegel y otros) reconocían el progreso y trataban de darle una interpretación racional. Los científicos del período de crisis del capitalismo, o circunscriben el concepto de progreso a los límites de culturas y civilizaciones aisladas (Oswald Spengler, Arnold J. Toynbee) o no admiten la posibilidad misma de estudiar el progreso de la historia. Intentan explicar la regresión por la acción de factores puramente subjetivos: explican, por ejemplo, la regresión de la Alemania nazi por las características de la personalidad de Hitler y por la actividad del Partido Nacional Socialista. El materialismo dialéctico marxista intenta la elucidación científica del progreso, según el cual el progreso como desarrollo ascendente, sin recidivas, solo será posible en una futura sociedad comunista.

## La idea del progreso

### Una idea distintiva de la cultura occidental
La idea del progreso es considerada como uno de los pilares de la visión histórica occidental. Su origen y evolución han sido temas de amplio debate. Según Robert Nisbet, uno de los más destacados estudiosos del tema: “… la idea de progreso es característica del mundo occidental. Otras civilizaciones más antiguas han conocido sin duda los ideales de perfeccionamiento moral, espiritual y material, así como la búsqueda, en mayor o menor grado, de la virtud, la espiritualidad y la salvación. Pero sólo en la civilización occidental existe explícitamente la idea de que toda la historia puede concebirse como el avance de la humanidad en su lucha por perfeccionarse, paso a paso, a través de fuerzas inmanentes, hasta alcanzar en un futuro remoto una condición cercana a la perfección para todos los hombres.” Otro de los mayores estudiosos de la materia, John B. Bury, dijo en su obra clásica sobre la idea del progreso lo siguiente: “Podemos creer o no creer en la doctrina del progreso, pero en cualquier caso no deja de ser interesante estudiar los orígenes y trazar la historia de lo que es hoy por hoy la idea que inspira y domina la civilización occidental.”
El desarrollo de la idea del progreso ha conocido diversas fases. Sus primeros antecedentes se encuentran en las tradiciones griegas y judías que darán luego origen a la síntesis cristiana, sobre la cual se edifica toda la cultura occidental posterior. Sin embargo, no será hasta la irrupción de la modernidad que la idea del progreso cobra una presencia decisiva en el imaginario occidental y se transforma en la base de una concepción marcadamente optimista de la historia entendida como superación constante del ser humano y acercamiento a formas de vida social cada vez más plenas. Como afirma Hannah Arendt: “la noción de que existe algo semejante a un Progreso de la humanidad como conjunto y que el mismo forma la ley que rige todos los procesos de la especie humana fue desconocida con anterioridad al siglo XVIII”.

### Antecedentes en la Antigüedad clásica
El pensamiento griego clásico y su derivado romano tienen una gran variedad de expresiones y encierran corrientes de pensamiento altamente disímiles. Sin embargo, sobre el tema que aquí nos ocupa puede distinguirse una “visión el mundo” común que impide la formulación de una idea del progreso como sustrato unificador de las historias o acontecimientos que forman el devenir humano. Entre los antiguos hay historias y progresos, pero ni se encadenan unas a otras ni forman aquello que en la modernidad se llamará una “historia universal” del género humano. Cada pueblo, ciudad-estado o individuo recorre ciclos de desarrollo, grandeza y declive, siguiendo en su versión mítica un destino que se le impone y en su versión filosófico-racionalista una necesidad que está inscrita en su propio origen o naturaleza. Sin embargo, algunas nociones fundamentales del pensamiento griego clásico serán vitales para la elaboración posterior de la idea del progreso. Esto es especialmente cierto respecto del aporte de Aristóteles sobre el concepto de desarrollo, sin el cual la idea moderna del progreso es inconcebible.
El pensamiento aristotélico tiene como su piedra angular el concepto de “naturaleza”, que es la base misma de su ontología o doctrina del ser. Es por ello que Aristóteles repite constantemente que todo aquello que postula se sigue de la naturaleza de las cosas, “ya se trate de un hombre, de un caballo o de una familia”. Esta naturaleza define tanto los destinos individuales como aquel colectivo. Se trata por tanto de una teoría “naturalista” del hombre y de la sociedad. La perfección de cada cosa está en realizar su naturaleza ya que “la naturaleza de una cosa es precisamente su fin”. Así por ejemplo, el destino subordinado del esclavo o de la mujer está determinado por su naturaleza. Pero además hay una idea muy importante de la perfección del ser humano como especie que, sin embargo, no todos los pueblos pueden alcanzar “por su naturaleza”. Esto es lo que le da a los griegos su posición superior (y su derecho a mandar sobre los “bárbaros”) y la posibilidad de llegar a desarrollar plenamente la forma más alta de “socialidad”: la polis o el “Estado completo”, es decir, una ciudad-Estado que puede “bastarse absolutamente a sí misma” y alcanza la “autarquía” ya que dentro de sí contiene un conjunto de individuos que, cada uno de acuerdo a su naturaleza, se han desarrollado plenamente completando unos a otros y formando así un todo completo y por ello autosuficiente. 
Esta forma de pensar al ser humano y a la sociedad no es más que una aplicación rigurosa de la filosofía más amplia de Aristóteles, tal como por ejemplo se desarrolla en su obra más fundamental, la Metafísica.  En la misma Aristóteles presenta la idea de una physis o naturaleza de las cosas, es decir, una esencia que se despliega y que en sí contiene tanto la necesidad como las leyes básicas del desarrollo. Se trata de la idea de una potencialidad (potentia) que a través de su propio proceso natural de desarrollo (“fisis”) o progreso llega a hacerse realidad o actualidad (“actus”). De esta manera se alcanza la entelequia o finalidad (y fin) del desarrollo. 
De esta manera el desarrollo de las cosas tiene una lógica, basada en un logos o razón que rige su evolución. Lo mismo hace comprensible y permite elaborar un conocimiento exacto de las “leyes del desarrollo”. La noción clásica del desarrollo incluía también, tal como lo dictaba su origen en la observación de los procesos orgánicos, dos elementos vitales e interdependientes que la separan definitivamente de la idea moderna del progreso: la concepción de un límite insuperable del desarrollo y la necesaria decadencia de las cosas, y la de la eterna repetición del ciclo vital. El desarrollo tiene un límite, que al ser alcanzado y superado da paso al momento de “crisis” o reversión del desarrollo que implica, a su vez, el recomenzar del ciclo de la vida. Una nueva semilla dará origen a un nuevo árbol, el hombre maduro irá hacia su muerte viendo en sus hijos la continuación del ciclo vital y las sociedades, incluso las más excelsas, envejecerán y serán desplazadas por nuevos Estados. Nada escapa a la rueda del destino, que gira eternamente sobre su eje inmóvil.

### El aporte judío
Es justamente en este punto donde se operará una verdadera revolución en el pensamiento histórico a partir de la influencia de la concepción judía de la historia como una historia plena de sentido, única e irrepetible, con un comienzo, un “progreso” y un fin definitivos. Por medio de la síntesis cristiana se conjugarán las ideas griegas con las judías conduciendo, con el tiempo, a la formulación de la idea del progreso como esencia de la marcha de una historia que será concebida como historia universal. 
La concepción judía de la historia es no solo inseparable sino una consecuencia lógica del monoteísmo desarrollado por los judíos en cuyo núcleo está, además, la concepción del pueblo elegido por el Dios único para llevar a cabo una misión única en el plan de redención de la humanidad. Es ello lo que vincula la historia humana con la divinidad, dándole sentido y finalidad, a la vez que dota a la vida humana, por medio del pueblo de Israel, de un sentido moral directamente dado por su alianza con Jehová. Esta concepción se desarrolló bajo la influencia de y en conflicto con la cultura egipcia durante el largo período de permanencia del pueblo judío en Egipto. Con Moisés se cierra este ciclo y el monoteísmo judío aparece con toda su fuerza.  En el mundo egipcio, tal como en el mesopotámico, indostaní o griego, no solo no existen ideas semejantes sino que no se hace ninguna diferencia radical, como ya lo vimos en el caso de Aristóteles, entre el mundo de la naturaleza y el del ser humano. La concepción judía rompe de manera tajante esta unidad y abre con ello la posibilidad de pensar la historia como historia, es decir, como un proceso único que trata de un ser único, el ser humano. Es por ello que los judíos pueden independizar la historia humana del carácter cíclico de la historia natural. La línea puede así reemplazar al círculo y la progresión o progreso a la repetición.

### La síntesis cristiana
El cristianismo es tanto el artífice como el resultado de la fusión de la tradición judía con las concepciones helenísticas imperantes en el mundo mediterráneo de los primeros siglos de nuestra era. El judeocristianismo original no podía transformarse en cristianismo sin dejar de ser una religión judía para pasar a pensarse como una religión universal, frente a la cual, para decirlo con San Pablo, no hay judíos ni gentiles. Con ello se abría no solo la posibilidad sino la necesidad de pensar una Historia Universal, es decir una historia que unificase las historias de distintos pueblos, ciudades, acontecimientos o héroes en una sola historia regida por una misma causa: la voluntad del Dios único actuando en la historia única del género humano. Esta es una consecuencia necesaria de lo que R. G. Collingwood ha llamado “el universalismo de la actitud cristiana”, que posibilita “una historia mundial, una historia universal cuyo tema sea el desarrollo general de la realización de los propósitos de Dios respecto al hombre.”
La tarea de conciliar el pensamiento griego con el judío era monumental, ya que se trataba de conjugar dos tradiciones de pensamiento muy distintas en todo sentido: la judía, profundamente voluntarista, y la griega, de raigambre racionalista. San Pablo lo advirtió con toda claridad y lo resumió en una notable frase de su primera Epístola a los corintios (1:22): “Así, mientras los judíos piden señales y los griegos buscan sabiduría.” El gran trabajo intelectual de la cristiandad temprana consistió por ello en el intento de conciliar a Atenas con Jerusalén, para decirlo de una manera metafórica.  Este intento encontró su figura más destacada en San Agustín (354-430), obispo de Hipona en el norte de África. Según Robert Nisbet, es San Agustín quien consecuentemente eleva la physis aristotélica a una “fisis divina”, donde tanto el mundo como el hombre encuentran su lugar necesario y en la cual la intervención divina es, esencialmente, despojada del voluntarismo hebreo: “Para San Agustín, el progreso entraña un origen preestablecido en el cual existen las potencialidades para todo el futuro desarrollo del hombre: un único orden lineal del tiempo; la unidad de la humanidad; una serie de etapas fijas de desarrollo; la presunción de que todo lo que ha sucedido y sucederá es necesario; y, por último, aunque no lo menos importante, la visión de un futuro estado de beatitud. Gran parte de la historia ulterior de la idea de progreso equivale a poco más que al desplazamiento de Dios, aunque dejando intacta la estructura del pensamiento.”
San Agustín deja así una herencia sin duda “imponente y decisiva para el desarrollo del pensamiento político occidental y para la teología cristiana de la historia", como Benedicto XVI lo dijese hace no mucho, pero no hay por ello que perder de vista que su síntesis está no solo lejos de aquella idea del progreso que será tan decisiva en la modernidad sino que es su opuesto cabal. Su tiempo fue un tiempo apocalíptico y la Ciudad de Dios (la gran obra escrita entre 413 y 426 donde San Agustín expone su visión de la historia) es una gran respuesta a la ansiedad y tremenda perplejidad que la caída de Roma en 410 provocó en todo aquel mundo romano del cual San Agustín era una parte integrante y un representante excelso. Roma, que a sí misma se veía como “la ciudad eterna”, no lo era y para explicarlo San Agustín elabora su teoría de las dos ciudades, la mundana, civitas terrena, y la de Dios, civitas Dei: una perecible y la otra eterna; una cuyo destino era parte del ciclo de auges y caídas propios de todo lo humano y la otra marcada por su historia progresiva, coherente y lineal, que la lleva a ese fin apoteósico de los tiempos establecido desde siempre en el logos divino; una frente a la cual no se puede ser sino pesimista dada su condenación intrínseca, la otra iluminada por el optimismo de la promesa de una salvación dada por la gracia divina. Se trata de una dualidad que se basa en una división profunda, y profundamente antimoderna, del género o “linaje humano” en dos especies con destinos muy diversos: “el pueblo de Dios”, es decir los elegidos por la gracia divina, y el resto. 

### El surgimiento de la idea moderna del progreso
El surgimiento de aquello que llamamos modernidad puede ser definido de muchas formas y también ubicado en el tiempo de diferentes maneras. En nuestro contexto lo asociaremos a una concepción del hombre y de su historia que definitivamente revierte dos postulados esenciales de épocas anteriores: por una parte, la idea del hombre como un ser insignificante y limitado y, por otra, la idea de su historia como una historia subordinada a fuerzas que están fuera de él mismo y le imponen un cierto destino. Frente a ello surge la idea del hombre sin límites en su progreso y creador de su historia. Este cambio trascendental en la forma de concebir al ser humano se volcará, paulatinamente, en una concepción articulada de la historia como progresión hacia la perfección terrenal. Es solo a partir del siglo XVII que la fisis de la historia definitivamente se irá desprendiendo de su carácter trascendente y su fin se hará cada vez más mundano. La Providencia sería finalmente reemplazada por diversas fuerzas inmanentes en la historia del hombre y con el tiempo ya no se hablará de una voluntad divina que rige los destinos del mundo sino de las “leyes de la historia”, que con la certeza de las leyes de la naturaleza llevan al ser humano hacia un futuro luminoso inscrito desde un comienzo en la propia esencia o naturaleza humana. El progreso será visto como una acumulación de conocimientos, virtudes, fuerzas productivas o riquezas, que paulatinamente van desarrollando al hombre y acercándose a un estado de armonía y perfección. “Más” pasará a ser equivalente a “mejor” y el fin de la historia ya no estará en el más allá sino en este mundo, en aquellas utopías que pronto movilizarán tanto la fantasía como el frenesí del hombre moderno. 
Un paso decisivo hacia la idea moderna del progreso se da con la polémica desatada a fines del siglo XVII entre lo que ya por entonces se denominó los “antiguos” y los “modernos”. Auguste Comte fue uno de los primeros en resaltar la importancia de “esta discusión solemne que marca un hito en la historia de la razón humana, que por primera vez se atrevía a proclamar así su progreso.” Este es el resumen de Robert Nisbet sobre esta controversia histórica: “Por un lado, estaban en el siglo XVII aquellos que creían que nada de lo que se había escrito o realizado intelectualmente en los tiempos modernos igualaba la calidad de las obras de la antigüedad clásica (...) Los partidarios de los modernos sostenían precisamente lo contrario (...) No existe ninguna prueba que atestigüe la degeneración de la razón humana desde la época de los griegos. Y si los hombres de nuestro tiempo están tan bien constituidos física y mentalmente como lo estaban los hombres de la antigüedad, se desprende que ha habido y seguirá habiendo un definido avance tanto de las artes como de las ciencias, simplemente porque cada era tiene la posibilidad de desarrollar lo que le han legado las eras precedentes.” Este argumento había recibido su expresión paradigmática varios siglos antes en las palabras del obispo Juan de Salisbury: “Somos como enanos montados sobre las espaldas de gigantes; nosotros vemos mejor y más lejos que ellos, no porque nuestra vista sea más aguda o nuestra talla más alta, sino porque ellos nos elevan en el aire y nos levantan sobre su gigantesca altura.” Aquí está ya captado lo que sería el núcleo central de la idea moderna del progreso: la de la acumulación sucesiva de conocimientos, artes o riquezas que nos permite ir desarrollándonos, progresando y siendo mejores no porque en sí seamos superiores sino porque tenemos a nuestra disposición esa herencia de los tiempos que le da continuidad a la historia y la convierte en una historia del progreso. De esta manera se rompía el hechizo propio del Renacimiento que veía a la Antigüedad como el logro insuperable del progreso humano y que por ello mismo lo negaba condenándonos, en el mejor de los casos, a imitarlo. La misma palabra “moderno”, cuyo sentido original no es otro que el de “actual”, recibirá de allí en adelante un sentido que en sí incluye una visión del progreso donde lo moderno es más avanzado y mejor que lo precedente. Se iba preparando así la irrupción definitiva de la idea moderna del progreso que encontrará en Francia y en Alemania algunos de sus exponentes más destacados e influyentes.

### La madurez de la idea del progreso: el aporte francés
Entre los estudiosos del desarrollo de la idea del progreso hay bastante acuerdo en atribuirle a un joven de 23 años el lanzamiento de la primera versión plenamente articulada de la idea del progreso. Se trata del célebre discurso que A. R. J. Turgot pronunció el 11 de diciembre de 1750 en la Sorbona. Aquí aparece una historia conjunta y progresiva de la humanidad que se diferencia esencialmente de la historia meramente repetitiva de la naturaleza. El hombre acumula porque recuerda y por ello mismo avanza, la naturaleza no hace sino repetirse. Así comienza ese gran discurso: “Los fenómenos de la naturaleza, sometidos a leyes constantes, están encerrados en un círculo de revoluciones siempre iguales. En las sucesivas generaciones, por las que los vegetales o los animales se reproducen, el tiempo no hace sino restablecer a cada instante la imagen de lo que ha hecho desaparecer. La sucesión de los hombres, al contrario, ofrece de siglo en siglo un espectáculo siempre variado. La razón, las pasiones, la libertad producen sin cesar nuevos acontecimientos. Todas las edades están encadenadas las unas a las otras por una serie de causas y efectos, que enlazan el estado presente del mundo a todos los que le han precedido. Los signos arbitrarios del lenguaje y de la escritura, al dar a los hombres el medio de asegurar la posesión de sus ideas y de comunicarlas a los otros, han formado con todos los conocimiento particulares un tesoro común que una generación transmite a la otra, constituyendo así la herencia, siempre aumentada, de descubrimientos de cada siglo. El género humano, considerado desde su origen, parece a los ojos de un filósofo un todo inmenso que tiene, como cada individuo, su infancia y sus progresos (...) La masa total del género humano, con alternativas de calma y agitación, de bienes y males, marcha siempre –aunque a paso lento– hacia una perfección mayor.”
Estas ideas del joven Turgot se desarrollarían luego en otras obras de quien llegase a ser uno de los ministros de finanzas y economistas más célebres del siglo XVIII. En sus Reflexiones sobre la formación y la distribución de la riqueza, escrita en 1766 y publicada en 1769, elabora una concepción económica liberal que en gran medida anticipa lo que Adam Smith diría unos años más tarde, pero ya antes de ello había propuesto uno de los primeros esbozos “materialistas” de síntesis histórica, donde la humanidad va progresando de acuerdo a la expansión de lo que Marx llamaría fuerzas productivas, pasando por tres etapas fundamentales: el estadio de cazador-pastor, el agrícola, y el comercial, manufacturero y urbano, caracterizado por una creciente libertad económica y que no es otro que la naciente sociedad liberal-capitalista de sus tiempos. Este es un paso trascendental hacia las formulaciones posteriores del desarrollo y el progreso como acumulación ilimitada de potencias productivas o económicas. 
Pocos años después de la muerte de Turgot Francia se vería conmovida por aquella gran revolución que cambiaría para siempre el mundo. El viejo orden fue no solo derrocado sino llevado literalmente al patíbulo. Será condenado por muchas cosas, pero finalmente sucumbirá ante el Progreso encarnado por la Revolución. El Progreso, con mayúscula y sin complejos frente al pasado, se realizará con la instauración del Reino de la Virtud  y la virtud no es otra que la razón hecha sociedad, la salida definitiva de la ignorancia, la superstición y el engaño que han impedido la aplicación de aquellas formas racionales de gobierno y convivencia que han estado desde siempre, como potencia o posibilidad, inscritas en la naturaleza humana. Finalmente llegó el Terror y los sumos sacerdotes de la virtud condenarían primero y serían condenados después en nombre de la razón-virtud. Entre las víctimas estaría un ferviente partidario de la revolución y uno de los más brillantes exponentes de la fe en el progreso y la razón como motores de la historia: Marie-Jean-Antoine Nicolas de Caritat, Conde de Condorcet, quien, mientras se escondía de sus perseguidores jacobinos, escribiría su famoso Bosquejo de un cuadro histórico de los progresos del espíritu humano. Para Condorcet, el progreso humano recorrería diez etapas, que elevarían sucesivamente a la especie de la oscuridad de la ignorancia a las luces del porvenir. La décima etapa, donde la razón se realizaría plenamente, estaba ya a las puertas de la Europa conmovida por la misma revolución que ahora lo perseguía.
El aporte francés a la idea moderna del progreso culmina durante el siglo XIX con las obras de Saint-Simon y Auguste Comte y el surgimiento de las doctrinas positivistas. En esta perspectiva, el progreso de la humanidad recorre tres grandes etapas: la teológica, la metafísica y la positiva, que corresponden al paso de lo que Comte ve como una evolución de la teocracia y la “teolatría” a la “sociocrácia” y la “sociolatría”. Como es característico de muchos entusiastas del progreso, Comte y sus seguidores positivistas profetizan el paso inminente a la última fase del progreso humano, aquella dominada por la ciencia y la industria, donde los “científicos” guiarán las sociedad mientras que los “industriales” planificarán la organización productiva y ejecutarán sus portentosas obras. Esta es la llamada “sociedad positiva”, basada sistemáticamente en la sociología y en la que surge una nueva religión, la “religión de la humanidad” en la que se venerara al “Gran Ser”, que no es otra cosa que la representación mística de la humanidad. En la cúspide de la sociedad positiva estarán el “gran sacerdote” y sus “sabios positivistas”: “El gobierno de la sociedad positiva se ejerce por el gran sacerdote de la humanidad, con su corporación de sacerdotes y sabios positivistas.”

### La madurez de la idea del progreso: el aporte alemán
Por su parte, diversos pensadores alemanes juegan un papel excepcional en el desarrollo de algunos de los sistemas de pensamiento o “visiones del mundo” más influyentes de la modernidad. Sin embargo, esa Alemania que vivía y se vivía como punta de lanza cultural-filosófica de Europa era un país que estaba lejos de liderar el desarrollo en términos económicos, sociales, políticos o militares. El país ni siquiera existía como un Estado unificado y estaba por ello marginado de la carrera colonialista emprendida por otras potencias europeas. Entre muchos intelectuales alemanes cundía por ello una mezcla de frustración y desesperación originada del sentimiento de vivir en una nación atrasada. Tal vez es esta condición, de testigos de la modernidad y los éxitos de otros más que de los propios, la que le da al pensamiento alemán su impulso a compensar, a fuerza de radicalismo y excelencia intelectual, el retraso muy real de su nación en muchos planos. Es por ello que la idea del progreso alcanzará en Alemania una profundidad, coherencia y sofisticación del todo ausentes previamente. Son muchos los intelectuales descollantes que Alemania produce en los cien años que van de la mitad del siglo XVIII a la mitad del XIX, pero son tres de ellos, Kant, Hegel y Marx, los más relevantes. 
Kant planteó su filosofía de la historia y del progreso en su Idea para una historia universal con propósito cosmopolita de 1784. Se trata de una obra plenamente inspirada por las ideas aristotélicas, pero transformadas en una teoría total de la evolución humana absolutamente ajena al pensamiento griego clásico. Una ley inmanente del progreso, dada por la necesidad de la naturaleza de alcanzar sus fines, rige la historia aparentemente absurda y antojadiza de la especie humana, elevándola sucesivamente “desde el nivel inferior de la animalidad hasta el nivel supremo de la humanidad.” La tarea del filósofo es, justamente, “descubrir en ese absurdo decurso de las cosas humanas una intención de la Naturaleza, a partir de la cual sea posible una historia de criaturas tales que, sin conducirse con arreglo a un plan propio, sí lo hagan conforme a un determinado plan de la Naturaleza.” El hombre comparte, como especie, el destino teleológico o determinado por su fin (telos) que Aristóteles vio como la ley de desarrollo de todo lo natural: “Todas las disposiciones naturales de una criatura están destinadas a desarrollarse alguna vez completamente y con arreglo a un fin […] En el hombre aquellas disposiciones naturales, que tienden al uso de la razón, deben desarrollarse por completo en la especie, mas no en el individuo.” Esta es la fuerza que actúa entre bastidores con el fin de desplegar todas las potencialidades humanas y los individuos o los pueblos no son más que sus instrumentos inconscientes: “Poco imaginan los hombres (en tanto que individuos e incluso como pueblos) que, al perseguir cada cual su propia intención según su parecer y a menudo en contra de los otros, siguen sin advertirlo, como un hilo conductor, la intención de la Naturaleza, que les es desconocida, y trabajan en pro de la misma.”
Esta idea de una fuerza oculta que actúa como motor e “hilo conductor” de una historia cuyo verdadero sentido no es comprendido por sus protagonistas directos no es sino una “naturalización aristotélica” de la idea de la Providencia y será central tanto en la teoría de la historia de Hegel como en la de Marx. Hegel reemplazará las leyes de la naturaleza de Kant por las de la lógica o la razón y Marx pondrá a las fuerzas productivas en su lugar, pero la estructura mental diseñada por Kant permanecerá intacta. 
Hegel llevará más adelante la concepción histórica kantiana dándole una formulación mucho más radical. Para Hegel la esencia de la historia humana es realizar toda su potencialidad contenida en la estructura lógica de la razón o el logos, como Hegel lo dice. La razón de que habla Hegel es, siguiendo a Aristóteles, la estructura lógica de todo lo potencialmente existente. Es por ello la suma de las posibilidades totales del desarrollo y de lo existente, cuya culminación en la especie humana está –como diríamos hoy– programada para alcanzar la realización plena de esas posibilidades. Estas posibilidades existen en forma latente desde un comienzo y no hacen sino manifestarse o realizarse en el curso de la historia. En la evolución del progreso humano cada forma estatal de significación histórica ha encarnado una figura del desarrollo de la razón llegándose, al final de la historia, a la forma superior de Estado que según Hegel estaría representado por el Estado prusiano de su tiempo. 
Esta evolución preparó el terreno para el surgimiento del pensador que llevaría la idea del progreso más lejos que ningún otro: Karl Marx. Con su gran visión histórica y su anuncio de una culminación inminente del progreso humano con el paso a la sociedad comunista se cierra un largo ciclo intelectual. La filosofía de la historia de Marx es una continuación radical de la de Hegel. Se trata de una visión profundamente secularizada en la cual lo divino como tal desaparece completamente, pero en donde, y aquí reside uno de sus rasgos más singulares e importantes, el proceso histórico sigue siendo comprendido de una manera que estructuralmente y en cuanto a su mensaje esencial retoma tanto la dialéctica de Hegel como la matriz histórica cristiana compuesta por el paraíso originario, la caída y la futura redención. La historia para Marx es, en lo fundamental, una realización progresiva y dialéctica de las potencialidades de la humanidad, una larga preparación de una época venidera de perfección, armonía y reconciliación. Se trata, en suma, de la versión terrenalizada de la idea del fin de este mundo y del paso a “otro mundo”, donde al fin la humanidad se ve liberada de todo aquello que ha marcado negativamente su existencia. Esto estaría ya a punto de ocurrir. En un famoso artículo sobre la dominación británica en la India de 1853 nos dice, repitiendo sus célebres formulaciones del Manifiesto comunista, que “el período burgués de la historia está llamado a crear las bases materiales de un nuevo mundo”. Para Marx, sin embargo, no es la razón ni la Providencia lo que actúa como la fuerza motora de la marcha progresiva de la historia. Marx pone, a tono con el creciente optimismo tecnológico e industrial de su época, las fuerzas productivas de la humanidad en primer plano de una manera hasta entonces desconocida. Es el desarrollo de estas que ahora pasa a ser concebido como el núcleo secreto de la historia, como aquel factor que, a fin de cuentas, explica los avances y las conmociones sociales, políticas o ideológicas que forman la superficie más visible y evidente del movimiento histórico. En Hegel, las diferentes formaciones sociales de importancia “histórico-universal” correspondían a las diversas fases de desarrollo del Espíritu, que no es otra cosa que la razón actuando en la historia. En Marx, esas formaciones sociales, que él llamará “modos de producción”, corresponden al grado de expansión alcanzado por las fuerzas productivas materiales, apareciendo formas sociales nuevas y superiores cuando así lo exige el incremento de esas capacidades productivas. Se trata, por lo tanto, del mismo tipo de dialéctica que Hegel le había atribuido a la lógica pero en la cual la marcha de la lógica es reemplazada por la de la tecnología.

### Desarrollo contemporáneo de la idea de progreso
A fines del siglo XIX la fe en el progreso alcanzaba sus momentos culminantes en el mundo occidental. Su hegemonía global era incontestada, los portentosos avances de la ciencia y varios decenios de paz entre las grandes potencias auguraban el advenimiento de un “brave new world”, para usar el título del famoso libro de Aldous Huxley. Las celebraciones del paso al siglo XX fueron apoteósicas en las capitales occidentales y el siglo XIX fue resumido en rúbricas como las siguientes: “el siglo del pueblo”, “el siglo maravilloso”, “el siglo científico”, “un siglo titánico”, “un punto de inversión en la historia del mundo”. El filósofo, sociólogo y biólogo inglés Herbert Spencer (1820-1903) le había dado a las ideas gemelas de progreso y desarrollo su expresión más acabada en obras que tendrían una enorme influencia durante la segunda mitad del siglo XIX.
Nadie se hubiese atrevido en esos momentos de auge del desarrollo occidental y de la idea-fuerza de su cultura moderna: la idea de progreso, a augurar que pronto todo se desmoronaría de la forma más espectacular y lamentable que pueda imaginarse. En agosto de 1914 estallaba, sin embargo, la demencial violencia que con dos guerras mundiales y el surgimiento de los totalitarismos fascistas y comunistas asolaría, como nunca antes, la faz de la tierra. Como Gregor Samsa en La metamorfosis de Kafka, el luminoso progreso despertó, de pronto, convertido en una horripilante cucaracha sangrienta. El impacto sobre el pensamiento occidental fue el paso, durante varios decenios, del optimismo ilimitado a un pesimismo profundo, que llegaba incluso a renegar de sus mejores logros. Lo que en todo caso resultaba evidente era la no correspondencia entre desarrollo técnico-material y desarrollo humano, en el sentido de un desarrollo de las virtudes morales y cívicas de los individuos. El progreso parecía generar, tal como Rousseau lo había planteado, seres materialmente ricos y técnicamente poderosos pero moralmente deleznables.  
Este brusco cambio de escena mental engarzó y potenció una vertiente de reflexión crítica sobre la modernidad y el progreso que se había manifestado ya hacia finales del siglo XIX en las obras de los padres de la naciente sociología científica en Alemania (Ferdinand Tönnies y Max Weber) y Francia (Émile Durkheim). Lo que estos pensadores destacaron fue el carácter contradictorio de la modernización con sus procesos centrales de industrialización, urbanización y economía de mercado o capitalista. La “sociedad tradicional”, con sus fuertes lazos económicos, sociales y mentales, estaba dando paso a una multitudinaria sociedad urbana formada por entes que no estaban cohesionados por una historia, identidad, pertenencia, solidaridad y creencias compartidas. Se trata de la “masa solitaria” o “masa de extraños” (la expresión es de Tönnies) y la alienación de unos respecto de otros. Los individuos comparten así espacios sociales sin comunidad, que los aíslan y los convierten en potenciales seguidores de utopías colectivistas que prometen la restauración, por la fuerza, de la comunidad (de raza, de clase, de religión, de nación etc.). En su tesis doctoral de 1887, Ferdinand Tönnies articuló esta problemática en sus célebres categorías opuestas de Gemeinschaft (comunidad) y Gesellschaft (sociedad).  La primera forma de asociación, la comunidad, está articulada por una voluntad natural o esencial (“Wesenwille”), espontáneamente anclada en el parentesco y la cercanía, es decir, lazos y solidaridades sociales que no son utilitaristas sino “innatos”. La segunda forma de asociación, la sociedad, está fundada en una voluntad instrumental (“Kürwille”), cuya base no es otra que la utilidad mutua que permite (y de faltar, destruye) el intercambio y la convivencia entre extraños. Se trata de lazos frágiles y variables por definición, que definen los cimientos fácilmente quebradizos de las sociedades modernas de gran importancia. Primero, que el “progreso” no es un puro “mejorar” o “progresar”, sino que implica pérdidas, potenciales retrocesos y el surgimiento de problemas difíciles de resolver. Segundo, que el progreso, entendido como modernización, reposa sobre unas bases inestables y que, bajo condiciones adversas, puede dar origen a conductas y desarrollos de alta destructividad. Esta visión del carácter contradictorio del progreso, en que todo avance o solución puede dar origen a retrocesos y nuevos problemas, es profundamente ajena a la idea de progreso tal como aquí la hemos estudiado. Los costos y la sostenibilidad del progreso y el desarrollo son hoy los temas centrales de un mundo globalizado en el cual se están viviendo, con suma intensidad, las tensiones desgarradoras que Europa vivió, hacia fines del siglo XIX y comienzos del XX, con la irrupción de la modernidad a escala de toda la región.

## Progreso desde el aspecto político
En política, la idea de progreso se identifica desde la Revolución francesa con la izquierda y la transformación, siendo los defensores del Antiguo Régimen monárquico la derecha y la reacción. Los términos "progresista" y "progresismo" también se oponen a "conservador" y conservadurismo. El surgimiento del movimiento obrero organizado desde mediados del siglo XIX produce un cambio en la ubicación política que convierte a las izquierdas en derechas y a los revolucionarios (la burguesía ahora en el poder social y político) en conservadores. El lema que figura en la bandera de Brasil Ordem e Progresso, que en toda América Latina se aplicó a las llamadas dictaduras de orden y progreso, simboliza perfectamente el vaciamiento semántico del concepto.

Al ser el progresismo la búsqueda del bien absoluto, suele amparar en quien lo profesa la siembra del mal.
René Magritte